# Eucereon distractum
Eucereon distractum là một loài bướm đêm thuộc phân họ Arctiinae, họ Erebidae.